# Маркевич, Андрей Маркович
Андрей Маркович Маркевич (укр. Андрій Маркевич; ок. 1674 — † 23 января 1747) — лубенский полковник и генеральный подскарбий Войска Запорожского.

## Биография
Родился около 1674 года в Прилуках, был старшим сыном Марка Аврамовича (умер в 1712 году) — прилуцкого купца, по преданию — из евреев. Сестра Андрея, Анастасия, вышла замуж за гетмана Скоропадского и настолько сильно влияла на мужа, что сложилась пословица: «Иван носит плахту, а Настя — булаву».
Сначала Маркевич был сторонником гетмана Мазепы. В 1708 году Маркевич был знатным войсковым товарищем. В 1708 году поддержал промосковскую партию козацкой старшины. В ноябре 1708 года перешёл на сторону московских войск и вместе с князем Меньшиковым принимал участие в штурме и разрушении Батурина. В 1709 году Маркевич ездил с миссией от Петра I и по поручению гетмана Ивана Скоропадского с посольством в Царьград.
Породнившись с гетманом занимал важные должности в гетманской администрации — сотник глуховский (1709—1714), полковник лубенский (1714—1727), генеральный подскарбий (1729—1740).
В 1722 году Андрей Маркевич во главе 10-тысячного казацкого отряда принимал участие в русско-персидской войне.
Андрей Маркевич владел в Гетманщине значительным имуществом, интенсивно эксплуатировал крестьян, что привело к народным возмущениям. Гетман Данило Апостол даже отдал его под следствие и в 1727 году, по приказанию князя Меншикова Андрей Маркевич был лишен должности лубенского полковника. Однако благодаря поддержке своей сестры Анастасии — жены гетмана Скоропадского, Маркевич был оправдан и несмотря на протесты Апостола назначен генеральным подскарбием в 1729 году.
Гетману Д. П. Апостолу пришлось отдать большую часть села Суворово Андрею Марковичу Марковичу. По этому поводу его сын Яков Маркович в своем дневнике, который он вел пятьдесят лет, записал: «24 февраля 1732 года. Родителю на ранг подскарбия генерального — до 147 дворов еще придано: в Погарской сотне Суворово 43 двора, да Марковское 9 дворов». «Нищетные и крайне нищетные дворы» в селе перешли к старшему, названному сыну Якову Марковичу, генеральному судье.
В 1734 году Маркевич вместе с Н. Забелой и Фёдором Лысенко с украинской стороны вошёл в состав Правления Гетманского правительства. В 1740 году вышел в «абшит» в ранге генерального обозного.

## Дети
- Андрей, Лука, Иван, Иван, Александра, Семён, Константин, Мария, Пётр, Марк, Яков, Евдокия.